# Puchar Polski (województwo małopolskie) w piłce nożnej mężczyzn (2023/2024)
W sezonie 2023/2024 Puchar Polski na szczeblu regionalnym w województwie małopolskim składał się z 4 rund, w których brali udział zwycięzcy każdego z 15 okręgów: Beskid Żegocina (OPP Bochnia), Okocimski KS Brzesko (OPP Brzesko), Victoria Jaworzno (OPP Chrzanów), Glinik Gorlice (OPP Gorlice), Wiślanie Jaśkowice (OPP Kraków), Limanovia Limanowa (OPP Limanowa), Dalin Myślenice (OPP Myślenice), Poprad Muszyna (OPP Nowy Sącz), KS Olkusz (OPP Olkusz), KS Chełmek (OPP Oświęcim), Podhale Nowy Targ (OPP Podhale), Unia Tarnów (OPP Tarnów), Beskid Andrychów (OPP Wadowice), Górnik Wieliczka (OPP Wieliczka), Bruk-Bet Termalica II Nieciecza (OPP Żabno) oraz obrońca tytułu – Wieczysta Kraków. Rozgrywki miały na celu wyłonienie zdobywcy Regionalnego Pucharu Polski w województwie małopolskim i uczestnika Pucharu Polski na szczeblu centralnym w sezonie 2024/2025, którym zostało Podhale Nowy Targ.

## 1/8 finału
Losowanie par 1/8 finału, podobnie jak następnych faz, miało miejsce 10 stycznia 2024 roku. Mecze zostały rozegrane natomiast 3 i 10 kwietnia tegoż roku.
| 3 kwietnia 2024 | Dalin Myślenice                             | 2:1   | Unia Tarnów     |  |
| 16:30           | 3' Łukasz Kowalski · 25' Bartłomiej Ostafin | (2:0) | 80' Szymon Mida |  |

| 3 kwietnia 2024 | Okocimski KS Brzesko | 0:0 k. 2:4    | Bruk-Bet Termalica II Nieciecza |  |
| 16:30           |                      | (0:0, k. 2:4) |                                 |  |

| 3 kwietnia 2024 | Victoria Jaworzno                    | 2:2 k. 3:4    | KS Chełmek                             |  |
| 16:30           | 42' Łukasz Nowak · 62' Artur Molenda | (1:0, k. 3:4) | 88' Mikołaj Kukiełka · 90' Jakub Sidor |  |

| 3 kwietnia 2024 | Beskid Żegocina | 0:4   | Poprad Muszyna                                                                |  |
| 16:30           |                 | (0:2) | 31' Dominik Kuc · 34' Roman Hutyria · 82' Pawło Czmełenko · 87' Damian Mrówka |  |

| 3 kwietnia 2024 | Beskid Andrychów     | 2:1   | Glinik Gorlice   |  |
| 16:30           | 72', 82' Patryk Koim | (0:0) | 79' Dawid Kuliga |  |

| 3 kwietnia 2024 | Górnik Wieliczka | 0:7   | Podhale Nowy Targ |  |
| 16:30           |                  | (0:2) | 11' Patryk Duda · 43' Mateusz Popiela · 48' Jakub Rubiś · 56', 72' Mateusz Zębala · 84' Serhij Ruśjan · 88' Szymon Zielonka |  |

| 3 kwietnia 2024 | KS Olkusz | 0:1   | Limanovia Limanowa |  |
| 19:00           |           | (0:1) | 44' Grzegorz Mus   |  |

| 10 kwietnia 2024 | Wiślanie Jaśkowice     | 1:1 k. 4:3    | Wieczysta Kraków     |  |
| 17:00            | 25' Grzegorz Marszalik | (1:0, k. 4:3) | 55' Maciej Jankowski |  |

## 1/4 finału
Losowanie par ćwierćfinałowych odbyło się 10 stycznia 2024 roku, natomiast mecze zostały rozegrane 24 kwietnia tegoż roku.
| 24 kwietnia 2024 | Dalin Myślenice     | 1:3   | Bruk-Bet Termalica II Nieciecza               |  |
| 17:00            | 58' Michał Cienkosz | (0:1) | 37' Jakub Różycki · 82', 89' Chawkat Zakareya |  |

| 24 kwietnia 2024 | Limanovia Limanowa | 1:3   | Wiślanie Jaśkowice                                       |  |
| 17:00            | 64' Tomasz Kurek   | (0:2) | 12' Jakub Seweryn · 33' Dorian Gądek · 83' Monsuru Adisa |  |

| 24 kwietnia 2024 | KS Chełmek             | 1:5   | Beskid Andrychów                                |  |
| 17:00            | 19' Mikołaj Przewoźnik | (1:1) | 27', 68' Dawid Nagi · 61', 90', 90' Patryk Koim |  |

| 24 kwietnia 2024 | Poprad Muszyna                                  | 2:2 k. 3:5    | Podhale Nowy Targ                    |  |
| 17:00            | 85' Mateusz Orzechowski · 90' Daniel Noworolnik | (0:0, k. 3:5) | 51' Patryk Duda · 67' Mateusz Zębala |  |

## 1/2 finału
Losowanie par półfinałowych odbyło się 10 stycznia 2024 roku, natomiast mecze zostały rozegrane 22 maja tegoż roku.
| 22 maja 2024 | Beskid Andrychów   | 1:0   | Bruk-Bet Termalica II Nieciecza |  |
| 18:00        | 25' Patryk Matysek | (1:0) |                                 |  |

| 22 maja 2024 | Wiślanie Jaśkowice                         | 2:2 k. 9:10    | Podhale Nowy Targ                     |  |
| 18:00        | 45' Nikodem Morawski · 78' Błażej Radwanek | (1:1, k. 9:10) | 43' Patryk Duda · 84' Szymon Zielonka |  |

## Finał
Mecz finałowy odbył się 4 czerwca 2024 roku. W nim Podhale Nowy Targ pokonało Beskid Andrychów wygrywając Regionalny Puchar Polski w województwie małopolskim i uzyskując prawo do gry na szczeblu centralnym w sezonie 2024/2025.
| 4 czerwca 2024 | Beskid Andrychów                                          | 3:4 (pd.) | Podhale Nowy Targ                                                                   |                                                  |
| 17:00          | 63' Wiktor Kołodziej · 83' Daniel Budka · 90' Patryk Koim | (0:2)     | 12' Tomasz Tymosiak · 24' Mateusz Zębala · 48' Kamil Ogorzały · 109' Szymon Bogunia | Stadion Miejski im. Władysława Kawuli w Krakowie |